# ジム・グレイ
ジェームズ・ニコラス・グレイ（James Nicholas Gray、1944年1月12日 - 2007年1月28日洋上で行方不明となり、2012年5月16日に死亡認定された）は、アメリカ合衆国の計算機科学者。通称はジム・グレイ (Jim Gray)。1998年、「データベースおよびトランザクション処理に関する独創的な研究とシステム実装についての技術的リーダーシップに対して」チューリング賞を授与された。

## 経歴
カリフォルニア州サンフランシスコ生まれ。母は教師、父はアメリカ陸軍の軍人で、2番目の子である。生まれた直後に一家はローマに移り、3年間過ごしたため、グレイは英語の前にイタリア語を覚えた。その後バージニア州に移り4年間過ごしたが、両親が離婚。母と共にサンフランシスコに戻った。父はアマチュア発明家であり、タイプライターのインクリボン・カートリッジの特許を取得し、実際に特許使用料を得ていた。
空軍士官学校には入学できなかったため、1961年にカリフォルニア大学バークレー校に入学。学費を稼ぐため、ジェネラル・ダイナミクスで職業体験学習として働いた。そこでモンロー計算機の使い方を習得している。化学の成績が悪かったため、わずか6カ月でバークレーを離れ、一時的に就職している。後にグレイはそのことを "dreadful"（全くひどい）と表現している。復学すると、1966年に Engineering Mathematics（統計学の類）の学士号を取得した。
そのころ結婚し、妻の生まれ故郷であるニュージャージー州に移った。妻は教師の職を得て、グレイ自身はベル研究所でデジタルシミュレーションの仕事（Multicsプロジェクトの一部）を得た。ベル研究所では週3日間働き、2日間はクーラント数理科学研究所で修士課程の大学院生として学んでいた。夫妻は1年間働いて金をため、5年をかけて世界中を旅行しようと計画していた。旅行に出る前に3カ月間バークレーに戻っている。2カ月間旅行した後、再びバークレーに戻った。旅行は2カ月で十分だったという。グレイは大学院に入り、マイケル・ハリソンが指導した。1969年、プログラミング言語についての研究で博士号を取得し、その後2年間IBMでポスドクとして研究を続けた。バークレーにいたときに娘が生まれているが、後に離婚した。

## 業績
グレイは産業界の研究者兼ソフトウェア設計者としていくつかの企業（IBM、タンデム、DEC）に勤務し、1995年からはマイクロソフトの研究所の技術フェローを勤めていた。
いくつかの主要なデータベースやトランザクション処理システムの開発に関わった。IBMの System R はSQL関係データベースの先駆けであり、業界標準となった。マイクロソフトでは TerraServer-USA やスローン・デジタル・スカイサーベイで使用する Skyserver などの開発を手がけた。
よく知られている業績は次の通り。
- データベースの階層型ロック手法の確立[6]
- トランザクションのコミットの意味論
- ストレージ割り当ての "five-minute rule"
- データウェアハウスのデータキューブ演算子
- 信頼できるトランザクション処理の要求仕様（ACIDテスト）を明確にし、それをソフトウェアに実装した。

Virtual Earth の開発も助けた。また、Conference on Innovative Data Systems Research の共同創設者の1人である。

## 行方不明

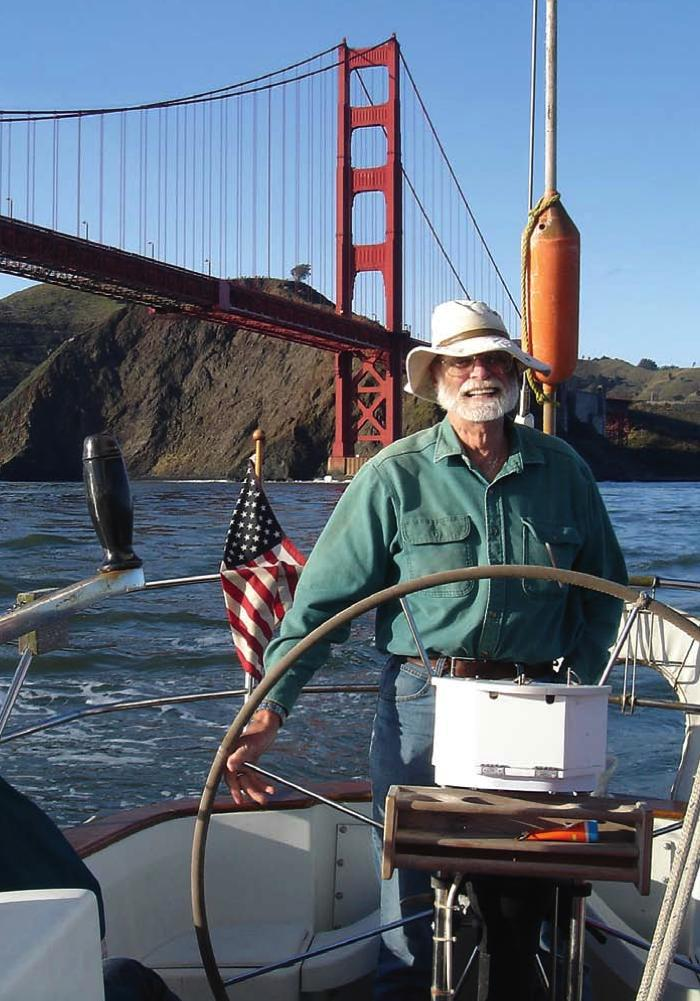
Tenacious というヨットを操縦しているジム・グレイ（2006年1月）

2007年1月28日、母親の散骨のためにサンフランシスコ近海のファラロン諸島にヨット Tenacious で向かい、行方不明となった。沿岸警備隊は4日間C-130やヘリコプターを使った上空からの捜索と警備艇による捜索を行ったが、何の痕跡も見つからなかった。
マイクロソフトなどはグレイが映った人工衛星からのヨット映像などを公開し、捜査に参加するよう呼びかけている。
グレイのヨットにはEPIRB（非常用位置指示無線標識装置）があり、沈没などの非常時には自動で遭難信号を発するようになっていた。グレイが帆走していたファラロン諸島周辺は、サンフランシスコ湾に出入りする貨物船の東西航路の北にあたる。その日の天気は快晴で、グレイの船からの無線を受信した船はなく、不審な信号も報告されていない。
2007年2月1日、DigitalGlobeの人工衛星が問題の海域をスキャンし、数千枚の画像を得た。その画像群が Amazon Mechanical Turk にポストされ、グレイのヨットが写っていないか画像を解析する仕事が分配された。
2007年2月16日、友人たちによる捜索は打ち切られたが、手がかりの収集は続けられた。結局、2007年5月31日に家族の水面下の捜索も終わった。ハイテク機器を駆使した水上と水中での捜索でも、何の手がかりも得られなかった。
カリフォルニア大学バークレー校とグレイの家族は、2008年5月31日にグレイの追悼イベントを開催。リチャード・ラシッドらが追悼の辞を述べた。マイクロソフトは WorldWide Telescope というソフトウェア製品にグレイへの献辞を添えている。2008年、マイクロソフトはウィスコンシン州マディソンにオープンした研究センターにジム・グレイの名を冠した。
行方不明から5年後の2012年5月16日、法的に海で死亡したと認定された。

## 著作
- Transaction Processing: Concepts and Techniques (with Andreas Reuter) (1993). ISBN 1-55860-190-2.
- The Benchmark Handbook: For Database and Transaction Processing Systems (1991). Morgan Kaufmann. ISBN 978-1-55860-159-8.